# Ptychamalia nubila
Ptychamalia nubila är en fjärilsart som beskrevs av Paul Dognin 1900. Ptychamalia nubila ingår i släktet Ptychamalia och familjen mätare. Inga underarter finns listade.